# Interakcja symboliczna
Interakcja symboliczna to proces wymiany znaczeń między jednostkami, któremu towarzyszy obustronna analiza znaczeń symboli. Dokonuje się ona w trakcie każdego aktu komunikacji werbalnej i niewerbalnej. 
Proces ten polega na wzajemnym rozszyfrowywaniu i jednoczesnej interpretacji znaczenia symboli wykorzystywanych przez drugą stronę w trakcie komunikowania się. Symbole te mogą być zawarte w języku, intonacji, gestach a nawet ruchach i pozycji całego ciała człowieka.